# Christina Rosenvinge
Christina Rosenvinge Hepworth est une chanteuse espagnole, née le 29 mai 1964 à Madrid (Espagne).
Ses parents sont danois et elle fut membre de plusieurs groupes espagnols avant de connaître Lee Ranaldo (guitariste de Sonic Youth) et de commencer à chanter en solo.
Elle alla en 1998 à New York, où elle reçut de très bonnes critiques. Son ami Ray Loriga, avec qui elle avait une relation sentimentale depuis longtemps, fit les photos de son album Foreign land (2002).

## Discographie

### Álex & Christina
- 1987 : Álex & Christina
- 1989 : El ángel y el diablo

### Chistina y los subterráneos
- 1992 : Que me parta un rayo
- 1994 : Mi pequeño animal

### En solo
- 1997 : Cerrado
- 1998 : Flores raras
- 2001 : Frozen pool
- 2002 : Foreign land
- 2006 : Continental 62
- 2007 : Alguien que cuide de mí - Grandes éxitos
- 2007 : Verano fatal (avec Nacho Vegas)
- 2008 : Tu labio superior
- 2008 : Tu labio inferior
- 2011 : La Joven Dolores
- 2011 : Un Caso Sin Resolver
- 2015 : Lo nuestro
- 2018 : Un hombre rubio